# E

Litera Ee scrisă cu fontul „School Script Dashed”.

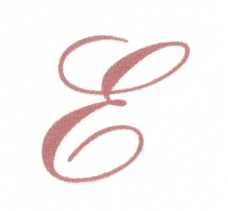
Majuscula 😀😀😀E

E (numită: /e/) este a cincea literă din alfabetul latin și a șaptea din alfabetul limbii române.  În limba română această literă notează o vocală mijlocie anterioară nerotunjită notată fonetic cu simbolul [e] (ca în cuvântul melc), o semivocală (ca în cuvântul deal) sau diftongul /je/ (ca la începutul cuvintelor este, eu).

## Istorie
| A28 |

| A28 |

E-ul latin își are originea în litera grecească epsilon (Εε).

## Caractere asemănătoare

### Descendenți sau caractere asemănătoare folosite în versiuni ale alfabetului latin
- E cu diacritice: Ĕ ĕ Ḝ ḝ Ȇ ȇ Ê ê Ê̄ ê̄ Ê̌ ê̌ Ề ề Ế ế Ể ể Ễ ễ Ệ ệ Ẻ ẻ Ḙ ḙ Ě ě Ɇ ɇ Ė ė Ė́ ė́ Ė̃ ė̃ Ẹ ẹ Ë ë È è È̩ è̩ Ȅ ȅ É é É̩ é̩ Ē ē Ḕ ḕ Ḗ ḗ Ẽ ẽ Ḛ ḛ Ę ę Ę́ ę́ Ę̃ ę̃ Ȩ ȩ E̩ e̩ ᶒ
- ⱸ : E cu o crestătură este folosit în Alfabetul Dialectelor Suedeze
- Æ æ : ligatura AE
- Œ œ : ligatura OE
- Simboluri asemănătoare cu E sunt folosite în Alfabetul Fonetic Internațional (Alfabetul Fonetic Internațional folosește doar minuscule, dar majusculele sunt folosite în alte sisteme de scriere):
  - Ɛ ɛ
  - ᶓ
  - Ɜ ɜ
  - ɝ
  - ᶔ
  - ᶔ
  - ɞ
  - Ə ə
  - Ǝ ǝ
  - ɘ

### Litere asemănătoare folosite în alte alfabete
- 𐤄 : litera semitică het, ce e originea următoarelor caractere
  - Ε ε : litera grecească epsilon, din care derivă E-ul latin
    - Ⲉ ⲉ : litera coptică Ei, ce derivă de la epsilon-ul grecesc
    - Е е : litera chirilică Ye, ce derivă de la epsilonul-ul grecesc
    - Є є : litera ucraineană Ye
    - Э э : litera chirilică E
    - 𐌄 : vechiul E italic, ce derivă de la epsilon-ul grecesc
      - ᛖ : litera runică ehwaz, ce derivă probabil de la vechiul E italic

    - 𐌴 : litera gotică eyz, ce derivă de la epsilon-ul grecesc

## Alte reprezentări
| Alfabetul fonetic NATO | Codul Morse |
| Echo                   | ·           |

|                                                 |                     | ⠑       |
| Sistemul de semnalizare maritimă internațională | Alfabetul semaforic | Braille |